# Clayton (hrabstwo Crawford)
Clayton – miasto w Stanach Zjednoczonych, w stanie Wisconsin, w hrabstwie Crawford.